# Husmenighed
En husmenighed er en kristen menighed, der i stedet for at mødes i en kirkebygning, samler sig i private hjem til gudstjeneste og bibellæsning. Formen er mere fri end i Folkekirken, men den består typisk af lovsang, bøn, bibellæsning og samvær bagefter. Mange bruger også at spise sammen før de læser sammen.
I Bibelen står der, at de første kristne samledes i private hjem. Og det praktiseres også i dag og der vil typisk ikke være nogen lønnet præst, eller udgifter til bygninger m.v.